# Спартак (Роменський район)
Спарта́к —  село в Україні, у Роменському районі Сумської області. Населення становить 124 осіб. Входить до складу Недригайлівської селищної громади. До 2016 року орган місцевого самоврядування — Хоружівська сільська рада.

## Географія
Село Спартак знаходиться за 2,5 км від лівого берега річки Хусь. На відстані 1 км розташоване село Хоружівка. По селу протікає пересихаючий струмок з загатою.

## Історія
Села назване на честь гладіатора, вождя і лідера рабів під час Третьої Рабської війни Спартака [джерело?].
12 червня 2020 року, відповідно до розпорядження Кабінету Міністрів України № 723-р «Про визначення адміністративних центрів та затвердження територій територіальних громад Сумської області», село увійшло до складу Недригайлівської селищної громади.
19 липня 2020 року, в результаті адміністративно-територіальної реформи та ліквідації Недригайлівського району, село увійшло до складу новоутвореного  Роменського району.

### Російське вторгнення в Україну
4 березня 2022 року російська колона рухалася у бік Ромен конотопським напрямком, зокрема і через село Спартак на Недригайлівщині. Зокрема, їхали два БТРи та 15 бензовозів. Місцеві жителі, щоб зупинити ворога наваляли дерев, один бензовоз застряг. Військові побачили, що в селі стоять чоловіки і вистрелили по них з БТРа. Усі повтікали, а 55-річний Володимир Пшінник не встиг, його розірвало на шматки.

## Населення

### Мова
Розподіл населення за рідною мовою за даними перепису 2001 року:
| Мова       | Кількість | Відсоток |
| ---------- | --------- | -------- |
| українська | 84        | 96.55%   |
| російська  | 13        | 2.30%    |
| угорська   | 1         | 1.15%    |
| Усього     | 87        | 100%     |